# 尼古拉·卢甘斯基

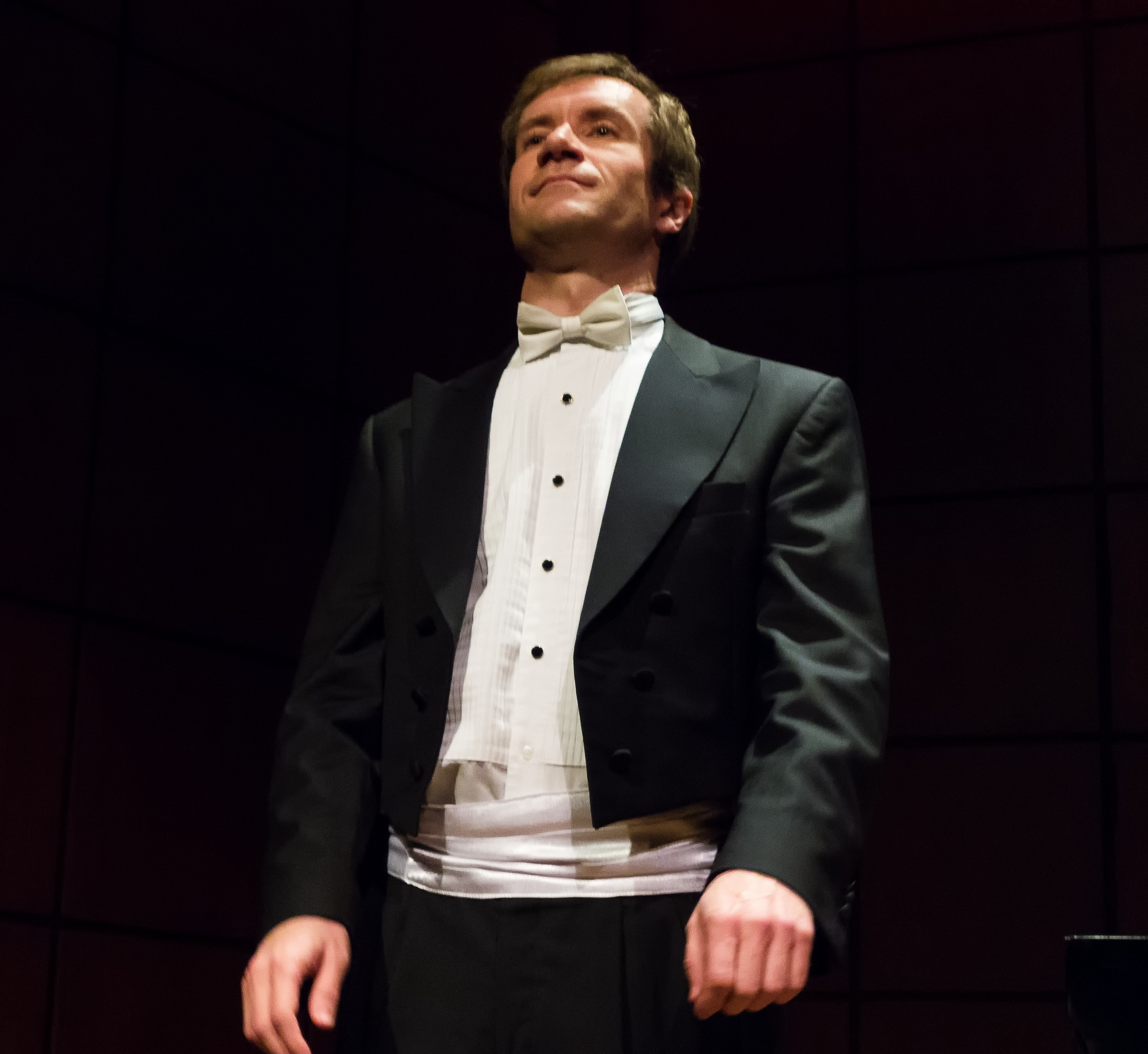
尼古拉·利沃维奇·卢甘斯基（2012年）

尼古拉·利沃维奇·卢甘斯基（俄语：Никола́й Льво́вич Луга́нский，羅馬化：Nikolai Lvovich Lugansky，1972年4月26日—），俄罗斯钢琴家。

## 生平
卢甘斯基生于莫斯科，年仅五岁且未学钢琴时便能单靠听力记忆演奏贝多芬的钢琴奏鸣曲。他就读于莫斯科中央音乐学校和莫斯科音乐学院，师从克斯特娜（Т. Е. Кестнер）、尼科拉耶夫娜和多连斯基。
卢甘斯基于1988年获得了莱比锡巴赫国际音乐比赛钢琴银奖，年仅16岁，之后又获得1990年莫斯科拉赫玛尼诺夫音乐比赛二等奖、1994年柴可夫斯基国际音乐比赛钢琴银奖。卢甘斯基的曲目很广，是一名热忱的室内乐演奏家，和他合作过的杰出音乐家包括：小提琴家瓦吉姆·列宾、大提琴家克尼亚泽夫、女高音歌手安娜·奈瑞贝科、小提琴家约夏·贝尔、中提琴家巴什梅特等等。

## 個人生活
目前卢甘斯基和妻子及两个孩子住在莫斯科，同时在莫斯科音乐学院任教。

## 外部連結
- 官方网站
- 尼古拉·卢甘斯基的Discogs页面（英文）